# Jakub Chleboun
Jakub Chleboun (* 24. března 1985, Litomyšl) je bývalý český fotbalový obránce a bývalý mládežnický reprezentant. Mimo Česko působil na klubové úrovni v Kazachstánu. Nejčastěji hraje na postu stopera – ve středu obrany.

## Klubová kariéra
Svoji fotbalovou kariéru začal v klubu TJ Sokol České Heřmanice. Následně přes FK Spartak Choceň zamířil do ligové mládeže SK Hradec Králové.

### SK Slavia Praha
V lednu 2004 přestoupil do Slavie Praha, kde hrál nejprve za rezervu a dorost.
Před sezonou 2004/05 se propracoval do prvního týmu. V 1. české lize debutoval v dresu Slavie v úvodním kole hraném 7. srpna 2004 proti Tescomě Zlín (prohra 0:1), nastoupil na posledních osm minut. Celkem za "sešívané" nastoupil ke čtyřem ligovým zápasům.

### SC Xaverov Horní Počernice (hostování)
Před sezonou 2005/06 odešel kvůli většímu zápasovému vytížení na hostování do jiného celku z Prahy, konkrétně do mužstva SC Xaverov. Během jednoho ročníku si připsal 30 střetnutí v lize, ve kterých vstřelil jednu branku.

### FC Hradec Králové
V létě 2006 se po dvou a půl letech vrátil do klubu FC Hradec Králové, kam zamířil na půlroční hostování s opcí. Společně s ním přišel ze Slavie taktéž hostovat útočník Tomáš Hašler. Chleboun dostal dres s číslem 15. V zimním přestupovém období sezony 2006/07 Hradec využil na oba hráče předkupní právo a získal je natrvalo. Na podzim 2007 krátce hostoval v týmu SK SOMOS Náchod hrajícím tehdy ČFL. S "votroky" zažil doby ve druhé nejvyšší soutěž i v 1. lize, do které s mužstvem postoupil v sezoně 2009/10. Svoji první branku v nejvyšší soutěži vsítil za Hradec Králové 26. 9. 2010 v zápase 10. kola ročníku 2010/11 v souboji nováčků proti klubu FK Ústí nad Labem (remíza 3:3), když v páté minutě otevřel hlavičkou z rohového kopu skóre střetnutí. V dubnu 2011 prodloužil s vedením smlouvu do léta 2014.

### FK Akžajyk (hostování)
V zimě 2011/12 zamířil do zahraničí, konkrétně na hostování do kazašského týmu FK Akžajyk z města Uralsk. Mužstvo tehdy bylo nováčkem nejvyšší soutěže, která se v Kazachstánu hraje systémem jaro-podzim. Do Akžajyku, který na začátku Chlebounova angažmá vedl slovenský trenér Jozef Škrlík, později přišli mj. krajani Antonín Buček a Pavel Černý.

#### Sezóna 2012
Ligovou premiéru si odbyl 10. března 2012 v utkání prvního kola v souboji s mužstvem Okžetpes FK, odehrál celý zápas a společně se spoluhráči se radoval z výhry 3:0. Svoji první ligovou trefu zaznamenal 22. 4. 2012 proti klubu FK Žetisu, v 75. minutě brankou na 2:1 rozhodl utkání. Podruhé se střelecky prosadil o týden později v osmém kole, když v souboji s týmem FK Taraz (výhra 3:0) otevřel skóre střetnutí. Následně skóroval ve 39. minutě v odvetě proti Žetisu, Akžajyk remizoval se soupeřem v poměru 2:2. I další gól dal v odvetném střetnutí, tentokrát v 67.minutě souboje s Tarazem (prohra 2:3) ve 20. kole. Svoji pátou trefu zaznamenal ve 21. kole hraném 26. srpna 2012 proti mužstvu Ordabasy Šymkent, 25 minut před koncem srovnal na konečných 1:1. V sezóně 2012 odehrál 26 ligových zápasů.

#### Sezóna 2013
V prosinci 2012 se stal kmenovým hráčem Akžajyku. Poprvé v ročníku se prosadil ve 4. kole v souboji s Tobolem Kostanaj, jeho branka ze třetí minuty nastavení znamenala vyrovnání na konečných 1:1. Ze své druhé přesné trefy se radoval 18. 4. 2013 v 16. minutě proti klubu FK Atyrau, jeho tým zvítězil vysoko 4:0. Potřetí skóroval 6. července 2013 v souboji s mužstvem Ordabasy Šymkent, když v 90. minutě srovnal na 1:1. Akžajyk nakonec tento výsledek neudržel, o minutu později inkasoval a prohrál 1:2. Během roku nastoupil ke 32 utkáním v lize, ve kterých nechyběl na hřišti ani minutu. Jeho klub skončil po základní části i ve skupině o udržení na posledním místě a po dvou sezonách sestoupil do druhé ligy.

### Irtyš Pavlodar FK
Po sestupu Akžajyku pokračoval v nejyšší soutěži v Irtyši Pavlodar, kam přestoupil. Irtyš měl o Chlebouna zájem již v minulosti.
V dresu Irtyše Pavlodar debutoval v 1. kole hraném 15. 3. 2014 v souboji se Šachterem Karagandy, odehrál celých devadesát minut a podílel se na výhře 1:0. Na jaře 2014 si připsal devět ligových startů v nichž zaznamenal plnou zápasovou minutáž, ve čtyřech případech zůstal na lavičce náhradníků.

### FC Hradec Králové (návrat)
V červenci 2014 se podruhé vrátil do Hradce Králové, který byl tehdy nováčkem první ligy. V týmu se opět sešel s Pavlem Černým, s nímž kromě Akžajyku hrál také v letech 2006-2011 v Hradci.

#### Sezona 2014/15
Obnovenou premiéru v dresu "votroků" si odbyl 10. 8. 2014 v utkání 3. kola nejvyšší soutěže proti mužstvu FK Mladá Boleslav (remíza 0:0), nastoupil na celý zápas. Na jaře 2015 jeho klub sestoupil zpět do druhé ligy. V sezoně 2014/15 nasbíral v lize 24 startů.

#### Sezona 2015/16
Po většinu ročníku byl pouze na lavičce náhradníků nebo nastupoval jako střídající hráč. S Hradcem postoupil zpět do české nejvyšší soutěže, když jeho klub ve 28. kole hraném 17. května 2016 porazil Baník Sokolov 2:0 a tým 1. SC Znojmo, které byl v tabulce na třetí pozici, prohrálo s mužstvem FC Sellier & Bellot Vlašim. Během roku odehrál 13 ligových střetnutí.

#### Sezona 2016/17
V zimním přestupovém období sezony 2016/17 prodloužil s Hradcem Králové smlouvu o rok a půl, tedy do léta 2018.

### Šachter Karaganda (hostování)
V červenci 2017 odešel na hostování do známého kazašského prostředí, do klubu Šachter Karaganda. Odehrál zde do konce sezony 14 zápasů a vstřelil 1 branku.

### TJ Jiskra Ústí nad Orlicí
Po konci hostování v Kazachstánu se vrátil do FC Hradec Králové, kde měl ještě platnou smlouvu do června 2018. Klub s ním ale do jarní části nepočítal a tak v lednu 2018 zamířil do třetiligového týmu TJ Jiskra Ústí nad Orlicí.

## Klubové statistiky
| Sezona  | Klub                      | Soutěž             | Zápasy | Góly |
| ------- | ------------------------- | ------------------ | ------ | ---- |
| 2004/05 | SK Slavia Praha           | Gambrinus liga     | 4      | 0    |
| 2005/06 | SC Xaverov (host.)        | 2. liga            | 30     | 1    |
| 2006/07 | FC Hradec Králové         | 2. liga            | -      | -    |
| 2007/08 | FC Hradec Králové         | 2. liga            | -      | -    |
| 2007/08 | SK SOMOS Náchod (host.)   | ČFL                | -      | -    |
| 2008/09 | FC Hradec Králové         | 2. liga            | -      | 1    |
| 2009/10 | FC Hradec Králové         | 2. liga            | 26     | 0    |
| 2010/11 | FC Hradec Králové         | Gambrinus liga     | 25     | 1    |
| 2011/12 | FC Hradec Králové         | Gambrinus liga     | 14     | 0    |
| 2012    | FK Akžajyk (host.)        | Premjer Ligasy     | 26     | 5    |
| 2013    | FK Akžajyk                | Premjer Ligasy     | 32     | 3    |
| 2014    | Irtyš Pavlodar FK         | Premjer Ligasy     | 9      | 0    |
| 2014/15 | FC Hradec Králové         | Synot liga         | 24     | 0    |
| 2015/16 | FC Hradec Králové         | FNL                | 13     | 0    |
| 2016/17 | FC Hradec Králové         | ePojisteni.cz liga | 22     | 0    |
| 2017/18 | Šachter Karagandy         | Premjer Ligasy     | 14     | 1    |
|         | TJ Jiskra Ústí nad Orlicí | ČFL                | 17     | 3    |
| 2018/19 | TJ Jiskra Ústí nad Orlicí | ČFL                | 23     | 4    |
| 2019/20 | TJ Jiskra Ústí nad Orlicí | ČFL, skupina B     | 15     | 4    |
| 2020/21 | TJ Jiskra Ústí nad Orlicí | ČFL, skupina B     | 8      | 1    |
| 2021/22 | TJ Jiskra Ústí nad Orlicí | ČFL, skupina B     | 24     | 0    |

## Reprezentační kariéra
Jakub Chleboun nastupoval v roce 2004 za českou reprezentaci do 19 let, v jejímž dresu si připsal sedm zápasů .